# Nicolas Bourbaki
Pour les articles homonymes, voir Bourbaki.
Nicolas Bourbaki est un mathématicien imaginaire, sous le nom duquel un groupe de mathématiciens francophones, formé en 1935 à Besse (Puy-de-Dôme) sous l'impulsion d'André Weil, a commencé à écrire et à éditer des textes mathématiques à la fin des années 1930. L'objectif premier était la rédaction d'un traité d'analyse. Le groupe s'est constitué en association, l'Association des collaborateurs de Nicolas Bourbaki, le 30 août 1952. Sa composition a évolué avec un renouvellement constant de générations.
Sous le nom N. Bourbaki fut publiée une présentation cohérente des mathématiques, appuyée sur la notion de structure, dans une série d'ouvrages sous le titre Éléments de mathématique. Cette œuvre est à ce jour inachevée. Elle a eu une influence notable sur l'enseignement des mathématiques et sur l'évolution des mathématiques du XXe siècle. Toutefois, elle connaît de nombreuses critiques : incompatibilité entre le formalisme retenu et la théorie des catégories, style trop formel,, rejet de la théorie des probabilités, manque d'exemples, incompréhension des étudiants, etc. À ces critiques, on peut opposer l'enthousiasme du grand mathématicien Emil Artin : « Notre époque assiste à la création d'un ouvrage monumental : un exposé de la totalité des mathématiques d'aujourd'hui. De plus, cet exposé est fait de telle manière que les liens entre les diverses branches des mathématiques deviennent clairement visibles. »
L'activité du groupe a cependant dépassé la seule rédaction d'ouvrages, par exemple avec l'organisation des séminaires Bourbaki.

## Explications sur la biographie (imaginaire)

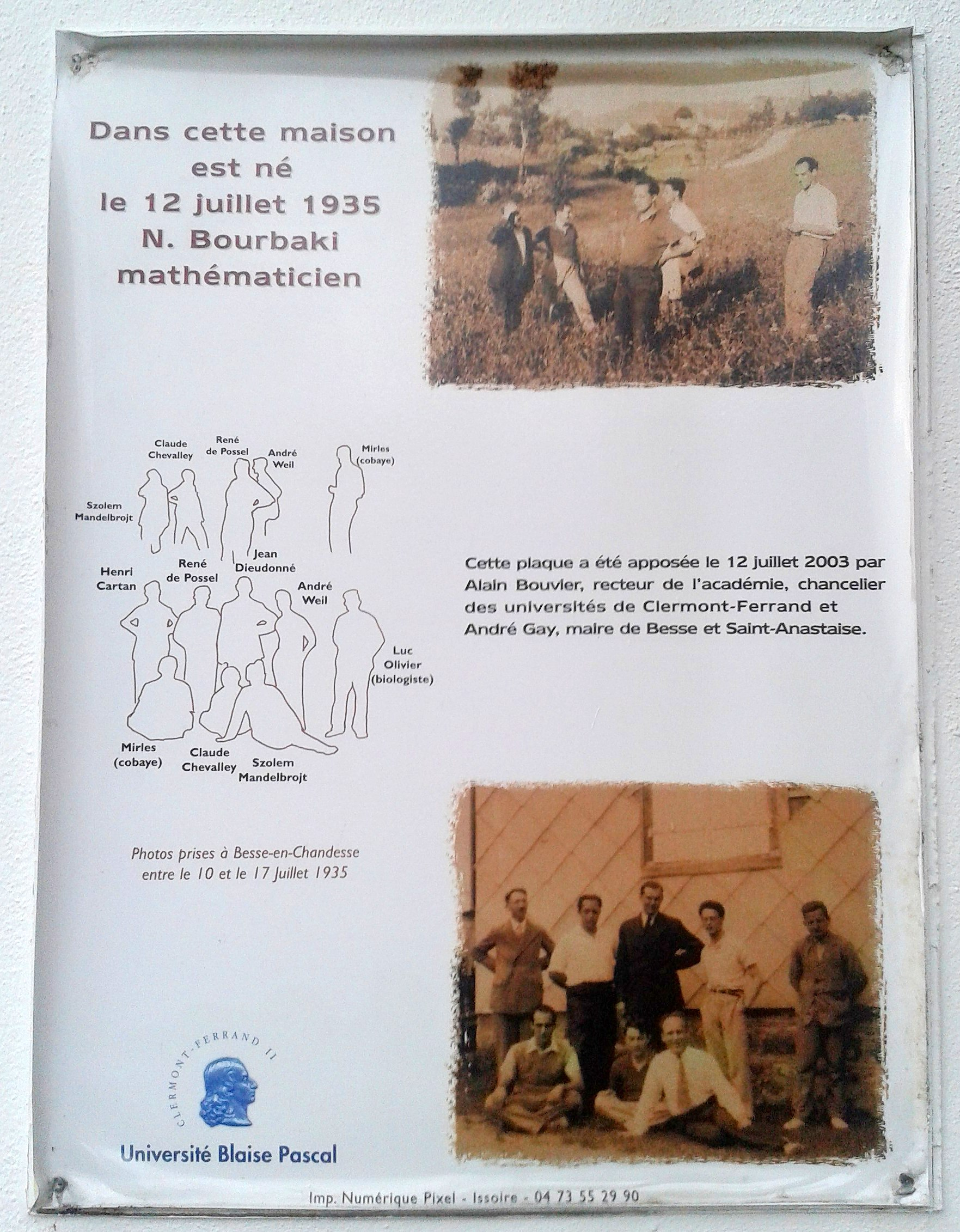
Plaque commémorative de la naissance de Nicolas Bourbaki à Besse en juillet 1935.

### Bourbaki
Le nom de famille Bourbaki était le nom emprunté par Raoul Husson en 1923 lors d'un canular, alors qu'il était élève en troisième année de l'École normale supérieure. Pour présenter la démonstration d'un prétendu « théorème de Bourbaki », il avait pris l'apparence d'un mathématicien barbu, dénommé professeur Holmgren, pour donner une fausse conférence, volontairement incompréhensible et avec des raisonnements subtilement faux.
Le choix de ce nom par Husson connaît trois explications possibles :
- Bourbaki vient du général Charles-Denis Bourbaki sous lequel avaient servi des élèves normaliens durant la guerre de 1870. Ce nom lui aurait été emprunté, par souvenir[8].
- Bourbaki est le nom d'un hérisson apprivoisé par un personnage du roman d'Octave Mirbeau, Le Journal d'une femme de chambre (1900), le capitaine Mauger. Cette seconde explication a été proposée par le mathématicien Sterling K. Berberian en 1980 mais n'a été confirmée par les propos d'aucun membre du groupe[9].
- Bourbaki pourrait aussi être la francisation de (Georgius) Burbachius (une déformation de Purbachius), nom d'un mathématicien cité dans un ouvrage de 1631 ; le prénom Nicolas serait la francisation de celui de Nicolaus Copernicus, qui dans l'édition imprimée apparaît juste en dessous du nom précédent[10].

Le nom Bourbaki a été arrêté en juillet 1935 lors du congrès fondateur de Besse-en-Chandesse.
Extrait d'une lettre,, de Jean Dieudonné à la rédaction des Cahiers du séminaire d'histoire des mathématiques :

« [Le nom de Bourbaki] est effectivement une idée de Weil. À Aligarh, il s'était lié avec un mathématicien hindou D. Kosambi (en), lequel avait une querelle avec un de ses collègues dont je ne sais pas le nom. Weil lui suggéra pour faire « perdre la face » à son adversaire de publier un article où il ferait référence à un mémoire imaginaire que l'autre évidemment ne connaîtrait pas et en serait humilié ! L'article est effectivement paru sous le titre : On a generalization of the second theorem of Bourbaki, Bull. Acad. Sci. Allahabad, vol. 1., 1931-1932, p. 145-147. [...] Ce dernier a été dûment analysé dans Jahrbuch, tome 58, 1932, p. 734, par Schouten. Il est dit en effet qu'un mathématicien russe du nom de D. Bourbaki aurait publié un théorème sur les dérivées covariantes que Kosambi généralise dans l'article ; Kosambi disait dans l'article que le mémoire lui aurait été signalé par A. Weil, mais Schouten a cru que c'était une erreur de nom et a dit dans son compte-rendu que c'était H. Weyl qui aurait signalé le mémoire russe à Kosambi, et il ajoute qu'il ne sait pas dans quel périodique a paru le mémoire. »

### Nicolas
Le prénom Nicolas a été choisi par Éveline de Possel à la fin de 1935, afin que puisse être communiquée une fausse note biographique à l'Académie des sciences.
Toutefois, la mention N. Bourbaki, dans les premiers écrits publiés sous ce nom, ne renvoie pas à l'initiale de Nicolas. N était écrit tant que le nom du professeur était inconnu.
Depuis les débuts, les Éléments de mathématique sont publiés sous le nom de N. Bourbaki. Le seul ouvrage publié sous le nom de Nicolas Bourbaki se trouve être les Éléments d'histoire des mathématiques. On remarquera que si le mathématicien N. Bourbaki parle de « mathématique », l'historien Nicolas Bourbaki parle des mathématiques.

### Poldévie
En 1935, dans une lettre à Élie Cartan, Weil introduit N. Bourbaki comme un professeur de Poldévie, pays imaginaire d'Europe centrale. D'après Maurice Mashaal, il visait ainsi à fournir les éléments biographiques requis pour publier des travaux sous ce pseudonyme dans les Comptes rendus de l'Académie des sciences. Une prétendue nation poldève avait déjà été évoquée en 1929 par le journaliste d'Action française Alain Mellet pour mystifier les députés républicains de gauche.
Le nom Poldévie est resté. Il est notamment mentionné comme le lieu de travail de Nicolas Bourbaki dans la Notice sur la vie et l'œuvre de Nicolas Bourbaki.

## Histoire de Bourbaki

### Origines
Le groupe Bourbaki s'est constitué dans un contexte où une génération de mathématiciens potentiels avait été décimée par la Première Guerre mondiale. Les jeunes normaliens qui constituèrent le groupe se trouvaient donc sans prédécesseurs immédiats au sein de l'université, sauf Gaston Julia, et avaient pour interlocuteurs des chercheurs du XIXe siècle (Élie Cartan, Henri Lebesgue, Jacques Hadamard, Émile Picard, Édouard Goursat). La critique de Bourbaki portait sur :
- l'émiettement des mathématiques en spécialités étanches ;
- la pré-éminence d'une analyse foisonnante mais manquant de rigueur ;
- l'ignorance (explicable en partie par le contexte politique) de branches actives à l'étranger, particulièrement l'algèbre développée en Allemagne.

À l'origine, au début de leurs prises de fonction à l'université de Strasbourg, Henri Cartan et André Weil se retrouvent à devoir enseigner l'intégration et le calcul différentiel. Ils sont alors peu satisfaits des traités disponibles, en particulier du Traité d'analyse d'Édouard Goursat qu'ils utilisent pour leur cours.
Leur vient alors l'idée de réunir des amis, également anciens camarades de l'École normale supérieure de la rue d'Ulm (sauf Szolem Mandelbrojt), avec la volonté de rédiger un tel traité les satisfaisant. Le groupe d'amis, les membres fondateurs de ce qui deviendra Bourbaki, est à cette époque composé d'André Weil et Jean Delsarte (promotion 1922), d'Henri Cartan, Jean Coulomb et René de Possel (promotion 1923), Jean Dieudonné et Charles Ehresmann (promotion 1924), Claude Chevalley (promotion 1926) et Szolem Mandelbrojt.
Parmi les règles qui organisent ce groupe secret de mathématiciens, il est décidé qu'à l'âge de 50 ans, tout membre de Bourbaki devra céder sa place aux jeunes générations. Pour l'anecdote, André Weil, à l'occasion de la fête d'anniversaire des 50 ans de Dieudonné (en juillet 1956), fit lire au groupe Bourbaki une lettre où il annonçait son retrait du groupe, car il avait lui-même dépassé l'âge limite. Cet éclat eut son effet mais les quinquagénaires traînèrent un peu les pieds pour partir. Selon Pierre Cartier, Weil, né en 1906, participa à des congrès à Amboise en 1957 et 1959, notamment pour travailler sur la mesure de Haar. Dieudonné continua, jusqu'à la fin des années 1970, à relire minutieusement les épreuves des Éléments de mathématique.

### LesÉléments de mathématique

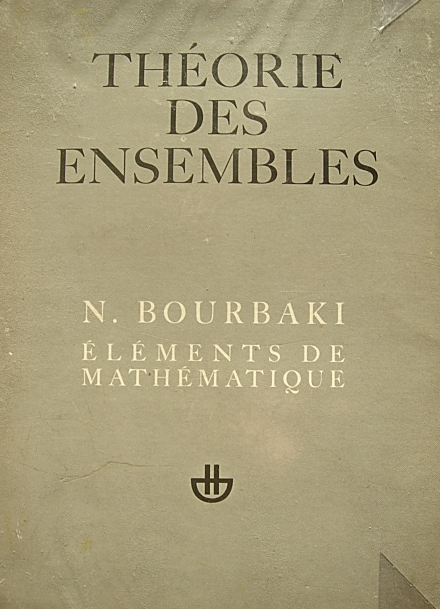
Théorie des ensembles, premier tome des Éléments de mathématique, 1970, chez Hermann.

La première réunion de travail a lieu dans un café du quartier latin en décembre 1934. En juillet de l'année suivante, le groupe se retrouve pour la première fois à Besse. Ils pensent alors que trois ans seront suffisants pour mener la rédaction du traité d'analyse à son terme. En fait, le premier chapitre nécessitera quatre ans de travail et, très rapidement, c'est un traité sur la mathématique qui devient le projet du groupe : les Éléments de mathématique, œuvre collective publiée sous le pseudonyme de N. Bourbaki. L'ampleur de la tâche fait qu'elle se poursuit encore au XXIe siècle.
Le premier volume des Éléments de mathématique à être publié, en 1939, fut le Fascicule de résultats (un résumé sans démonstration) de la Théorie des ensembles. Il fut suivi d'un fascicule contenant les deux premiers chapitres de Topologie générale en 1940, puis, en 1942, de la première édition du premier chapitre d'Algèbre (Structures algébriques). La publication des volumes ne respectait pas l'ordre de présentation du traité (Théorie des ensembles, Algèbre, Topologie générale…). Le premier chapitre rédigé de Théorie des ensembles (« Description de la mathématique formelle ») ne parut que dix ans plus tard, en 1954, après les premiers chapitres de Fonctions d'une variable réelle (1947-1951), d’Espaces vectoriels topologiques (1953) et d'Intégration (1952).
Dans les années 1970, la production des Éléments ralentit du fait d'un contentieux avec l'éditeur Hermann, puis s'arrête presque complètement : à partir de 1984, le groupe ne publie que des rééditions, au point que le journal Le Monde croit pouvoir annoncer la mort collective du groupe en 1998. Cependant, un nouveau chapitre d'algèbre commutative paraît justement cette année-là. Un nouveau volume consacré à la topologie algébrique (les quatre premiers chapitres) paraît en 2016, et une réédition refondue des premiers chapitres consacrés aux théories spectrales paraît en 2019, puis paraissent les chapitres 3 à 5 des Théories spectrales dans un volume inédit en 2023.

### L'âge d'or de Bourbaki
Même si le groupe Nicolas Bourbaki existe toujours au XXIe siècle, on considère que son influence a atteint son apogée dans les années 1960 et 1970. À cette époque, son importance était telle que ses choix ont influencé toute la recherche française en mathématiques et, de façon discutée, leur enseignement à travers la réforme Lichnerowicz de 1969.
Nicolas Bourbaki ne totalise pas moins de cinq médailles Fields (la plus importante récompense en mathématiques) à travers Laurent Schwartz (1950), Jean-Pierre Serre (1954), Alexandre Grothendieck (1966), Alain Connes (1982) et Jean-Christophe Yoccoz (1994).

### Les canulars Bourbaki
Bourbaki publiait dans sa revue interne La Tribu des textes humoristiques autour de la vie du groupe.

#### Le mariage de Bourbaki
Ce texte fait partie des productions internes du groupe Bourbaki :

« Faire-part de mariage
Monsieur Nicolas Bourbaki, membre canonique de l'académie royale de Poldévie, grand maître de l'ordre des compacts, conservateur des uniformes, lord protecteur des filtres, et Madame, née Biunivoque, ont l'honneur de vous faire part du mariage de leur fille Betti avec Monsieur Hector Pétard, administrateur délégué de la société des structures induites, membre diplômé de l'institute of class field archeologist, secrétaire de l’œuvre du sou du lyon.
Monsieur Ersatz Stanislasz Pondiczery, complexe de recouvrement de première classe en retraite, président du Hom de rééducation des faiblement convergents, chevalier des quatre U, grand opérateur du groupe hyperbolique, knight of the total order of the golden mean, L.U.B., C.C., H.L.C., et Madame, née Compactensoi, ont l'honneur de vous faire part du mariage de leur fils Hector Pétard avec Mademoiselle Betti Bourbaki, ancienne élève des bien ordonnées de Besse.
L'isomorphisme trivial leur sera donné par le P. adique, de l'ordre des diophantiens, en la cohomologie principale de la variété universelle le 3 cartembre, an VI, à l'heure habituelle. L'orgue sera tenu par M. Modulo, assistant simplexe de la grâce Mannienne (lemme chanté par la schola cartanorum). Le produit de la quête sera versé intégralement à la maison de retraite des pauvres abstraits. La convergence sera assurée. Après la congruence, M. et Mme Bourbaki recevront dans leurs domaines fondamentaux. Sauterie avec le concours de la fanfare du 7ème corps quotient. Tenues canoniques, idéaux à gauche à la boutonnière, c.q.f.d. »

#### La mort de Bourbaki
Dans la lignée dadaïste de sa naissance, le faire-part de décès suivant, sous forme de canular, fut publié en 1968 pour annoncer la « mort » de Nicolas Bourbaki. Dans ce texte, attribué à Jacques Roubaud, il s'agissait de critiquer l'évolution prise par le groupe à l'époque, :

« Les familles Cantor, Hilbert, Noether ; les familles Cartan, Chevalley, Dieudonné, Weil ; les familles Bruhat, Dixmier, Samuel, Schwartz ; les familles Cartier, Grothendieck, Malgrange, Serre ; les familles Demazure, Douady, Giraud, Verdier ; les familles Filtrantes à Droite et les Épimorphismes Stricts ; mesdemoiselles Adèle et Idèle,
ont la douleur de vous faire part du décès de Monsieur Nicolas BOURBAKI, leur père, frère, fils, petit-fils, arrière-petit-fils et petit-cousin respectivement.
Pieusement décédé le 11 novembre 1968 (jour anniversaire de la Victoire), en son domicile de Nancago.
L'inhumation aura lieu le samedi 23 novembre 1968 à 15 heures au cimetière des Fonctions Aléatoires, métro Markov et Gödel.
On se réunira devant le bar Aux Produits Directs, carrefour des Résolutions Projectives (anciennement place Koszul).
Selon le vœu du défunt, une messe sera célébrée en l'église Notre-Dame-des-Problèmes-Universels, par S. E. le Cardinal Aleph 1, en présence des représentants de toutes les classes d'équivalence et des corps (algébriquement clos) constitués. Une minute de silence sera observée par les élèves des Écoles Normales Supérieures et des classes de Chern.
Ni fleurs ni wreath products.
« Car Dieu est le compactifié d'Alexandrov de l'univers. » Groth. IV. 22. »

## Héritage et influence en mathématique
En 2012, l'éditeur d'origine de cette société secrète, les éditions Hermann, fait don de son fonds Bourbaki au département des manuscrits de la BNF, ces archives étant ainsi rendues accessibles au public qui peut découvrir l'héritage de Bourbaki en mathématique.

### Notations et terminologie
Ce que les mathématiques doivent à Bourbaki est essentiellement :
- un style, une façon d'écrire les mathématiques ;
- la vulgarisation en France des symboles ∀ et ∃ (l'un venant de Gentzen et l'autre de Peano) ;
- la vulgarisation du symbole ∅ introduit par André Weil et Claude Chevalley[h] ;
- l'utilisation des symboles ⇐, ⇒ et ⇔ en logique ;
- la vulgarisation du lemme de Zorn ;
- les notions de structure et de problème universel ;
- la vulgarisation du symbole ⊗ pour désigner le produit tensoriel et l'introduction du terme « algèbre multilinéaire » ;
- les termes partition, surjectif, injectif, boule, noethérien, artinien, factoriel ;
- la vulgarisation des notions de « filtre » et d'« ultrafiltre » ;
- le terme « forme sesquilinéaire »[26] ;
- l'introduction des termes « chambre » et « appartement » en théorie des immeubles de Tits et l'introduction des BN-paires en théorie des groupes de Lie[27] ;
- une certaine attention à l'histoire des mathématiques développée dans quelques « notes » accompagnant la parution des Éléments[28].

On est redevable à Bourbaki d'un travail de clarification des concepts, de précision dans la formulation, d'une recherche — parfois aride — de structure, de classification systématique et exhaustive des mathématiques.

### Bourbaki novateur
Les premiers volumes parus des Éléments de mathématique ont été novateurs :

#### Théorie des ensembles
La publication des Éléments commence en 1939, avec le fascicule de résultats de théorie des ensembles. Il contient la plupart des symboles indiqués plus haut (∅, ⇐, ⇒ et ⇔). Bourbaki popularisa le lemme de Zorn.

#### Algèbre
Les livres d'algèbre commencent à paraître en 1942. Le contenu des chapitres 1 à 3 (« Structures algébriques », « Algèbre linéaire », « Algèbre multilinéaire ») sera profondément modifié jusqu'à la « nouvelle édition » de 1970, en un volume. Voici ce qu'en dit Pierre Cartier :
«  En algèbre linéaire et tensorielle, il suffit de comparer les premières et les dernières éditions des volumes : Bourbaki a beaucoup ajouté au calcul tensoriel tel qu'il était utilisé par des géomètres comme Ricci.  »
À l'appui de cette déclaration de Pierre Cartier, citons Pierre Samuel dans la chronique qu'il fait de ce volume en 1970 dans les Mathematical Reviews :
«  Si les éditions précédentes visaient à faire un compte-rendu presque parfait des bases des mathématiques actuelles, la présente édition en est une base parfaite ; l'auteur est suffisamment représentatif de la communauté mathématique pour qu'une telle déclaration soit très proche de la réalité. Plus encore, à une époque où l'utilisation abusive des sciences et de la technologie menace l'avenir de l'espèce humaine, ou du moins le futur de ce que l'on appelle de nos jours la « civilisation », il est sûrement essentiel qu'un rapport bien construit de nos efforts mathématiques soit écrit et conservé pour qu'une future « Renaissance » puisse l'utiliser. Comme disait Thucydide à propos de son « Histoire de la guerre du Péloponnèse », c'est un κτῆμα εἰς ἀεί, un trésor pour toujours. »

#### Topologie générale
Concernant le livre de topologie générale, les chapitres 1 et 2 (« Structures topologiques - Structures uniformes ») paraissent en 1940. Ils utilisent de manière systématique et cohérente les notions de filtre et d'espace uniforme. Or, ces notions n'ont été introduites qu'en 1937, la première par Henri Cartan, la seconde par André Weil. La notion de filtre de Cauchy, qui relève à la fois de la théorie des filtres et de celle des espaces uniformes, apparaît sous la plume de Jean Dieudonné en 1939, puis, l'année suivante, de Bourbaki dans le fascicule cité (ces deux ouvrages sont d'ailleurs rédigés parallèlement, et dans son article Dieudonné cite le livre de Bourbaki comme étant à paraître). Les notions très nouvelles et fécondes de topologies initiales et finales apparaissent également dans ce fascicule. En 1941, Bourbaki introduit la notion d'espace complètement séparé dans une note de compte rendu à l'Académie des sciences : c'est trop tard pour la première édition, mais il incorpore cette notion dans les exercices de la seconde édition du chapitre 1 (1950) ; les espaces paracompacts, introduits par Jean Dieudonné en 1944 s'insèrent également dans cette seconde édition. Les chapitres 3 et 4 (« Groupes topologiques - Nombres réels ») paraissent en 1942. Ici encore, Bourbaki achève de moderniser la présentation des premiers chapitres du livre de Lev Pontriaguine, paru en 1939, sur les groupes topologiques, grâce à la notion de structure uniforme (deux années auparavant, il est vrai, André Weil avait fait paraître, avec une présentation tout aussi moderne, son livre sur l'intégration dans les groupes topologiques). Le chapitre 10 (« Espaces fonctionnels ») paraît en 1949 ; il y présente le théorème de Stone-Weierstrass dans toute sa généralité alors que les travaux de Marshall Stone sur ce sujet s'étalent entre 1937 et 1948 ; le fascicule de Bourbaki achève de les systématiser.

#### Espaces vectoriels topologiques
En ce qui concerne le livre sur les espaces vectoriels topologiques, les chapitres 1 et 2 (« Espaces vectoriels topologiques sur un corps valué - Ensembles convexes et espaces localement convexes ») paraissent en 1953. La théorie des espaces vectoriels topologiques sur un corps valué non discret, au chapitre 1, était jusqu'alors inédite (elle comporte dans l'exposé de Bourbaki les généralisations du théorème du graphe fermé, du théorème de Riesz sur la finitude de la dimension des espaces localement compacts, etc.). Les limites inductives, strictes et générales, sont exposées au chapitre 2 d'une manière qui s'avèrera quasi définitive. Les premières sont apparues en 1949 dans un article de Jean Dieudonné et Laurent Schwartz, les secondes dans les premiers travaux d'Alexandre Grothendieck, en cours de publication. En 1950, Bourbaki publie un article où il généralise certaines notions apparues dans l'article de Dieudonné et Schwartz précité : il introduit les notions fondamentales d'espace tonnelé et d'application bilinéaire hypocontinue, et démontre le théorème de Banach-Steinhaus dans toute sa généralité. Les chapitres 3 à 5 du livre sur les espaces vectoriels topologiques paraissent en 1955. Les résultats qui viennent d'être cités forment le cœur du chapitre 3 (« Espaces d'applications linéaires continues ») ; Bourbaki généralise au chapitre 4 (« La dualité dans les espaces vectoriels topologiques ») la notion d'ensemble polaire, le théorème des bipolaires, et fait une place de choix aux travaux de George Mackey, datant alors d'un peu moins d'une dizaine d'années.

#### Intégration
Les quatre premiers chapitres du livre sur l'intégration paraissent en 1952. Le choix de Bourbaki est de fonder son exposé sur la théorie des « mesures de Radon » plutôt que celle des « mesures abstraites ». Ce choix a par la suite été beaucoup critiqué (notamment parce qu'en théorie des probabilités, l'intégration ne se fait pas, en général, sur un espace localement compact), mais ses raisons sont très sérieuses, entre autres : le fait que l'image d'une mesure abstraite par une application mesurable ne conserve pas la mesurabilité des ensembles, contrairement à ce qui se produit avec une mesure de Radon ; le fait qu'une mesure abstraite sur la tribu borélienne n'admet généralement pas de support, etc. La synthèse qui permettra d'obtenir à la fois les avantages de la mesure de Radon et ceux de la mesure abstraite ne sera publiée qu'en 1969, par Bourbaki, au chapitre 9 du livre d'intégration (« Intégration sur les espaces topologiques séparés »), puis, de manière plus complète, à l'occasion des exposés sur les « applications radonifiantes » du Séminaire Schwartz de 1969-1970 à l’École polytechnique, et enfin, en 1973, dans le livre de Laurent Schwartz sur ce sujet.

#### Algèbre commutative
Les chapitres 1 à 7 d'Algèbre commutative paraissent entre 1961 et 1964. Bourbaki s'est fixé comme objectif de fournir toutes les bases pour la nouvelle Géométrie algébrique construite par Grothendieck (les Éléments de géométrie algébrique, rédigés par Grothendieck et Dieudonné, paraissent entre 1960 et 1967). Aussi Pierre Cartier dit-il des premières rédactions du Groupe Bourbaki, encore proches du livre de Zariski et Samuel, paru en 1958, et qui était jusqu'alors la référence :
«  Il y avait plusieurs volumes faisant à peu près quatre cents pages, qui étaient prêts, mais on a tout jeté et on a recommencé en introduisant les nouvelles idées de Serre et Grothendieck sur la localisation, le spectre d'un anneau, les filtrations et topologies, l'algèbre homologique, etc. »